# Hepatologia

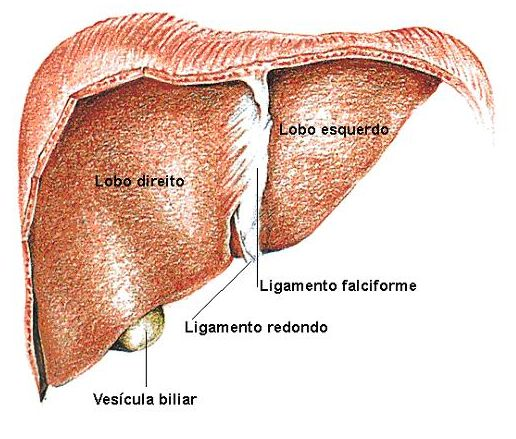
Doenças do fígado são a área de estudo da Hepatologia

A hepatologia é o estudo do fígado. Também pode ser considerada a área da medicina que estuda e cuida de doenças relacionadas ao mesmo, assim como tratamento e prevenção.

## História

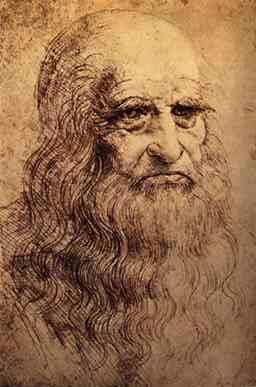
Auto-retrato de Leonardo da Vinci, Pai da Hepatologia moderna, em sangria (1512-1515)

Uma das primeiras representações da anatomia e fisiologia do fígado foi encontrada em papiros egípcios, em cerca de 1550 a.C. Na Ilíada e na Odisseia, (no oitavo século a.C.), Homero descrevia a anatomia do fígado e o definia como um órgão vital, pois quando ferido levava à morte. O estudo do fígado progrediu na antiguidade com os filósofos pré-socráticos, a escola hipocrática e os romanos (principalmente Aulus Cornelius Celsus e Aretaeus de Cappadocia), alcançando seu máximo desenvolvimento com Galeno.
Durante a Idade Média, a hepatologia pouco se desenvolveu como muitas áreas da ciência. Os conhecimentos adquiridos por Galeno foram transmitidos integralmente até o Renascimento, praticamente sem qualquer avanço. Como em tantas outras áreas da ciência, foi a vez de Leonardo da Vinci (1452-1519) exercer sua genialidade. Da Vinci é considerado o pai da hepatologia moderna, descrevendo a anatomia do fígado no homem, com a veia porta, veias hepáticas, vasos intra-hepáticos e as vias biliares. Uma das doenças que descreveu foi a cirrose.
Desde então, a hepatologia se desenvolveu rapidamente. Se na antiguidade suspeitava-se que o fígado era o órgão responsável pela formação do sangue (e como a sede da alma e dos sentimentos), hoje temos uma ideia mais precisa da sua importância.

## Regulamentação
No Brasil, é reconhecida como especialidade médica,na área de atuação do gastroenterologista, conforme norma do Conselho Federal de Medicina.